# 21464 Чайнарунчай
21464 Чайнарунчай (21464 Chinaroonchai) — астероїд головного поясу, відкритий 21 квітня 1998 року.
Тіссеранів параметр щодо Юпітера — 3,569.